# Martin AM Mauler
Martin AM Mauler byl palubní útočný letoun US Navy. Jeho vývoj začal ještě za druhé světové války, ale díky jeho zdržení se do služby dostal až po válce. Bylo postaveno jen 151 sériových kusů, které ale operačně sloužily jen krátce, protože je vytlačil menší a jednodušší typ Douglas A-1 Skyraider. Operační jednotky typ přestaly používat v roce 1950 a z rezervních jednotek byl vyřazen v roce 1953.

## Vývoj
Ve 30. a na počátku 40. let se palubní bombardéry US Navy dělily do dvou specializovaných kategorií - torpédových a střemhlavých bombardérů. V roce 1943 ale byla tato koncepce změněna, že nově objednané typy byly víceúčelové. Na rozdíl od starších letounů už neměl být potřeba radista, bombometčík a díky tomu, že nové stroje měly operovat ve stejných rychlostech jako stíhací letouny, ani zadní střelec.
Pro nový typ BTM Mauler byl vybrán motor Pratt & Whitney Wasp Major, což byl čtyřhvězdicový 28válec, nejsilnější pístový motor v operační službě. To způsobovalo potíže při startu kdy měl Mauler silnou tendenci vybočit z dráhy. Samotný letoun také patřil k největším jednomístným, jednomotorovým strojům. Síly v řízení rozměrného letounu byly tak velké, že pilot musel ovládat stroj použitím systému hydraulických servomotorů. Přestože dva prototypy létaly od roku 1944 (první let proběhl 26. srpna 1944), zdržení ve vývoji nakonec vedlo k tomu, že typ objednaný především pro podporu americké invaze do Japonska, byl schopen zařazení do služby až v roce 1947.

## Operační služba

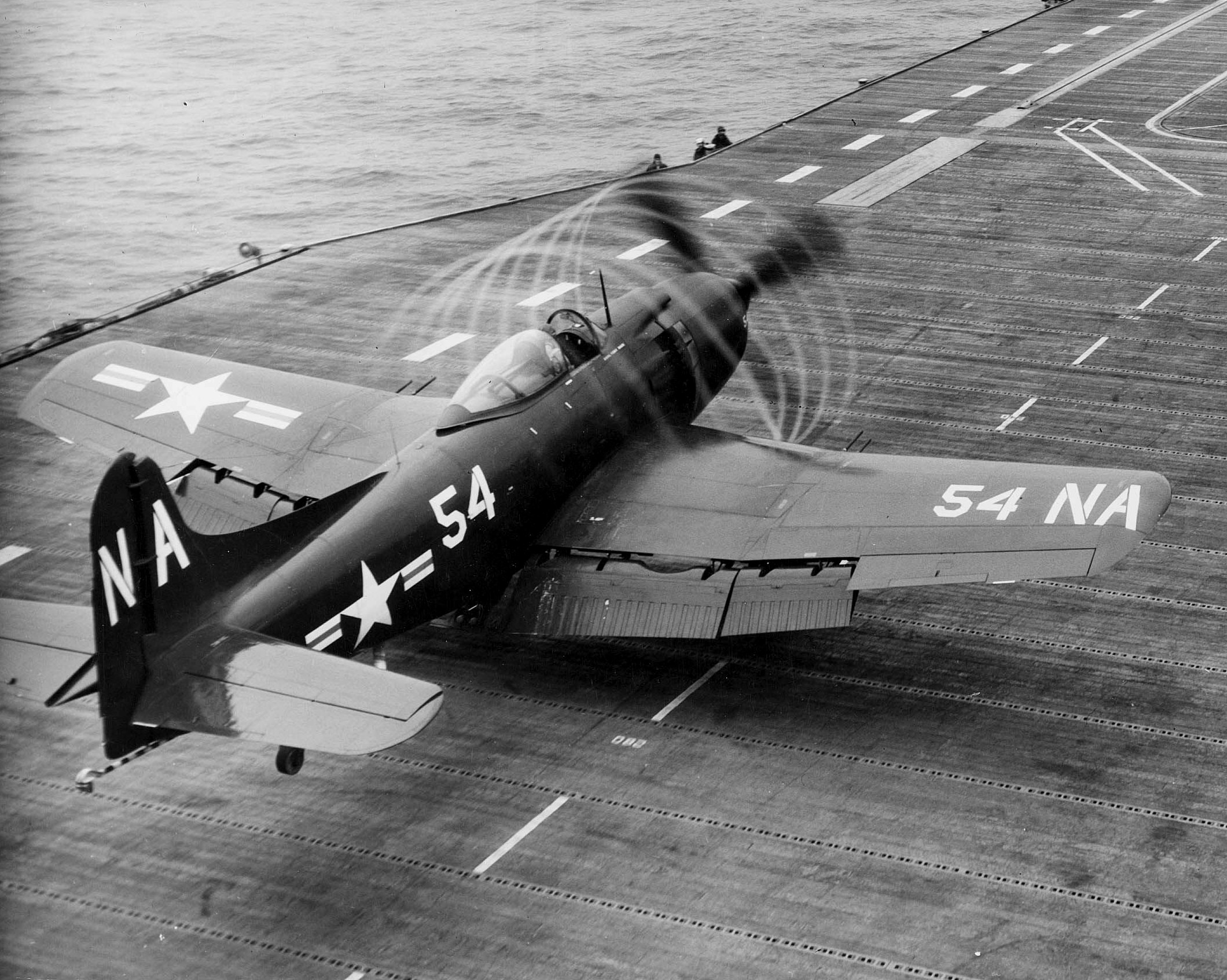
AM-1Q Mauler na palubě letadlové lodi USS Kearsarge (CV-33), 1949

Problémy se chvěním ocasních ploch vedly k ročnímu zdržení při zařazení do služby, ke kterému došlo až v roce 1948. Letounu při tom bylo přiděleno nové označení AM-1, které odpovídalo jeho útočnému poslání. Mauler mohl nést enormní množství výzbroje. Jeden kus dokonce vytvořil rekord pro jednomotorový letoun, když s ním testovací pilot vzlétl se třemi 1000kg torpédy, 12 pumami po 230 kg a plnou palubní výzbrojí. To celkem obnášelo 4830 kg výzbroje. V běžné službě měl být ale náklad menší.
V operační službě se ale také ukázalo, že Mauler je náročný na pilotáž při přistání na letadlové lodi a vysloužil si tím přezdívku Awful Monster. Protože jeho konkurent AD-1 Skyraider byl menší, jednodušší a příjemnější na pilotáž, piloti mu jednoznačně dávali přednost. V roce 1950 bylo rozhodnuto provozovat Maulery jen z pozemních základen, nakonec byl ale téhož roku vyřazen z aktivní služby a za tři roky i ze služby v záložních jednotkách.
Dodnes se zachovaly přibližně čtyři kusy. Kus, který vytvořil rekord v nosnosti je v National Museum of Naval Aviation ve floridské Pensacole. Jiné jsou pravděpodobně rozebrané v depozitářích a další kus, vlastněný Commemorative Air Force byl ještě v 80. letech udržován v letuschopném stavu.

## Specifikace

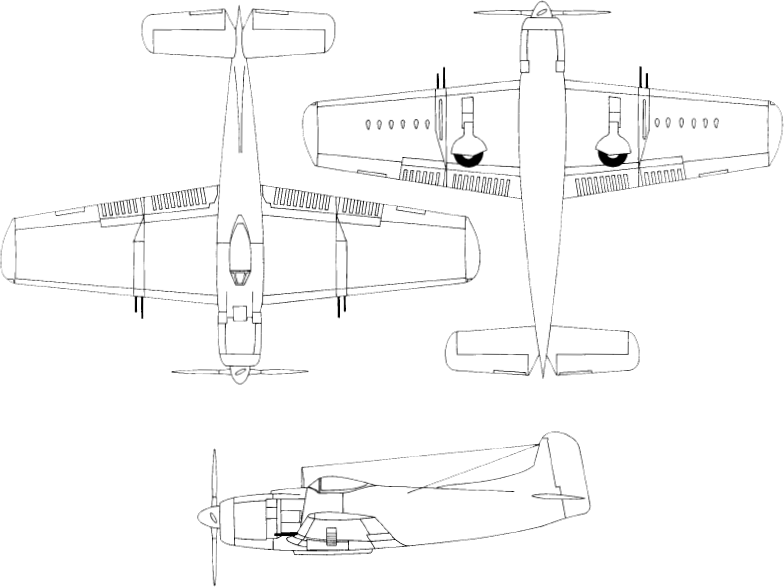
Martin AM Mauler

### Technické údaje
- Osádka: 1
- Rozpětí: 15,24 m
- Délka: 12,55 m
- Výška: 5,13
- Nosná plocha: 46,1 m²
- Hmotnost prázdného letounu: 6557 kg
- Max. vzletová hmotnost: 10 608 kg
- Pohonná jednotka: 1 × Vzduchem chlazený, čtyřdobý, zážehový, přeplňovaný, čtyřhvězdicový 28válec Pratt & Whitney R-4360-4 Wasp Major
  - Výkon motoru: 3000 hp (2237 kW)

### Výkony
- Maximální rychlost: 591 km/h
- Operační dostup: 9296 m

### Výzbroj
- 4 × 20mm kanón T-31
- až 4848 kg výzbroje